# كارولين سكوت
كارولين سكوت (بالإنجليزية: Carolyn Scott)‏ (و. القرن 20  م) هي مخرجة فنية، وproperty master، ومصممة الإنتاج، من المملكة المتحدة.

## جوائز وترشيحات
حصلت على جوائز منها:
- جائزة الأوسكار لأفضل تصميم إنتاج، عن عمل: جنون الملك جورج (1994).

ترشحت لـ:
- جائزة الأوسكار لأفضل تصميم إنتاج، عن عمل: جنون الملك جورج (1994).

## وصلات خارجية
- كارولين سكوت على موقع IMDb (الإنجليزية)